# Bruynzeel-Sakura

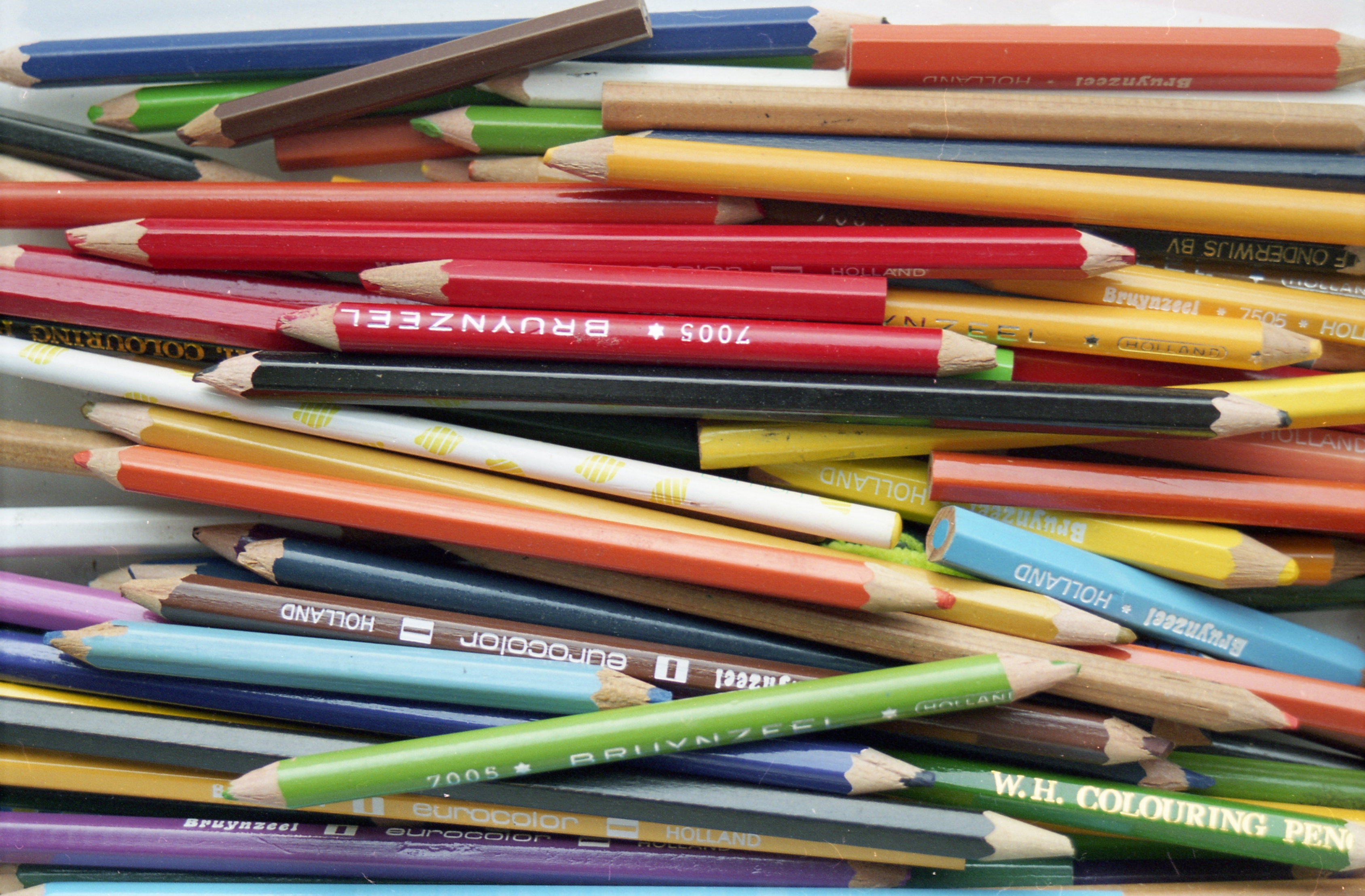
Bruynzeel kleurpotloden

Bruynzeel-Sakura is een fabrikant van schrijf-, kleur- en tekenproducten, gevestigd in Bergen op Zoom. Bruynzeel-Sakura is vooral bekend vanwege de productie van potloden.

## Geschiedenis
Bruynzeel-Sakura is ontstaan in 1948 toen houtbewerkingsbedrijf Bruynzeel te Zaandam door de overheid verzocht werd om potloden te leveren, omdat men geen potloden uit het door oorlog verwoeste Duitsland kon afnemen. In 1968 verplaatste men de fabriek naar Bergen op Zoom. In de jaren tachtig kwam het Bruynzeel concern in de financiële problemen en ging onder andere de potlodenfabriek zelfstandig verder. De fabriek werd in 1997 overgenomen door het Japanse Sakura Color Products Corporation, een producent van verscheidene kantoorbenodigdheden. 
In 2016 werd Bruynzeel-Sakura door Sakura ondergebracht bij Royal Talens, dat al sinds 1991 onderdeel was van het concern.